# Renault DeZir
Renault DeZir (укр. Рено́ Дезі́р) — концептуальний електромобіль компанії Renault, офіційно презентований у 2010 році на Паризькому автосалоні. Автомобіль являє собою двомісне купе з дверима типу «крило метелика», які відчиняються у протилежних напрямах. Ім'я співзвучне французькому слову Désir, що означає «бажання», а літера Z відсилає до серії електромобілів Z.E.

## Історія
Проект під кодовою назвою Z24 став першим для нового голови дизайнерського бюро Renault Лоренса ван ден Акера, який до того працював у Mazda, і повинен був закласти основу для розробки майбутніх автомобілів марки. Дизайн кузова належить Яну Жарсалю (Yann Jarsalle). Renault DeZir започаткував серію з шести концепт-карів, які мали символізувати різні етапи життя згідно з новою концепцією «життєвого циклу» від Renault. Вона включає періоди, коли людина закохується, відкриває світ, створює родину, починає працювати, відпочиває та набуває мудрості. DeZir покликаний відповідати саме першому етапу, що підкреслено насиченим червоним кольором екстер'єру та м'яким білим — інтер'єру.

## Характеристики

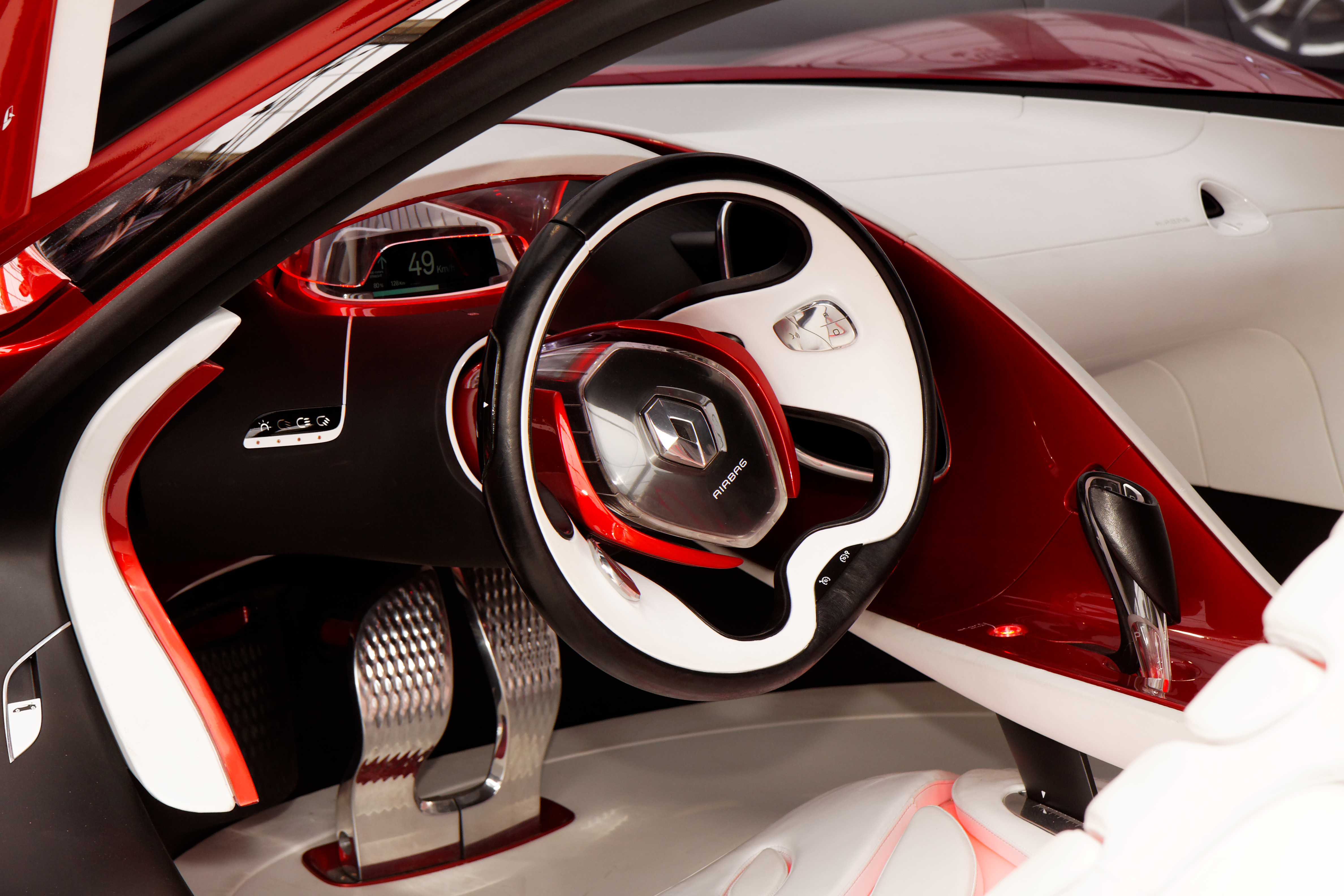
Інтер'єр Renault DeZir

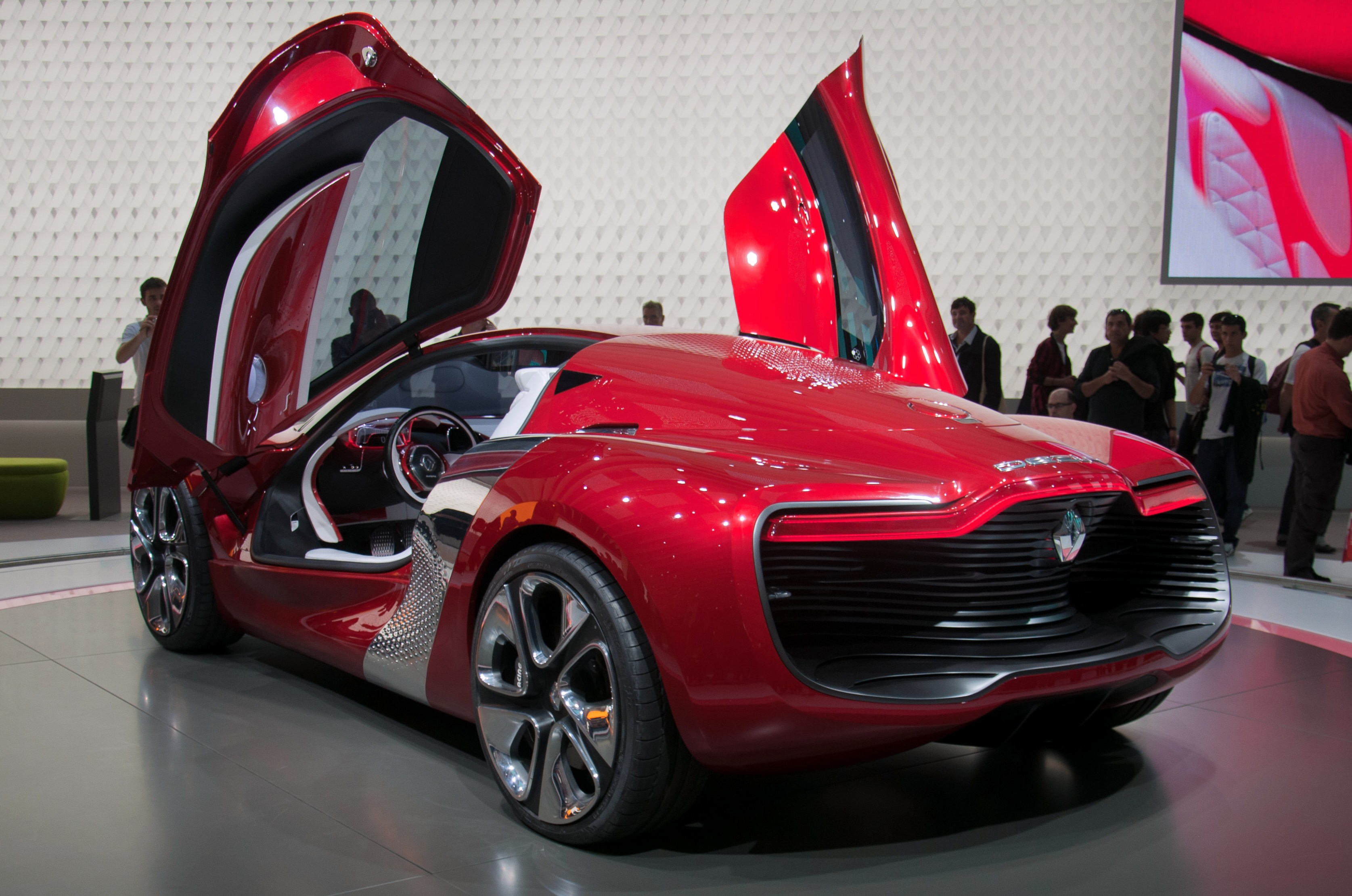
Renault DeZir на Паризькому автосалоні '2010

Ємність літій-іонного акумулятора становить 24 кВт•год, цього ресурсу Renault DeZir вистачає на 160 км ходу. Батарея живить 150-сильний електродвигун з обертальним моментом у 226 Нм, який розташований ззаду в межах колісної бази для оптимального розподілу ваги. За словами розробників, задньопривідне купе здатне розігнатися від 0 до 100 км/год за 5 с, а максимальна швидкість становить 180 км/год. До того ж коефіцієнт аеродинамічного опору складає лише 0,25. Спеціально для концепту компанія Michelin підготувала низькопрофільні шини розмірністю 245/35 R 21.
Корпус авто повністю зроблений із кевлара, а трубчаста сталева рама виготовлена аналогічно тій, яка використовується на спортивному Mégane Trophy. Вікно заднього огляду замінене двома камерами, які виводять панорамний вид ззаду на центральний сенсорний дисплей. Система енергоефективності також включає технологію KERS (система рекуперації кінетичної енергії), що застосовується у Формулі-1. Її сутність полягає в тому, що під час гальмування автомобіля кінетична енергія передається на контролер і зберігається в акумуляторі. Завдяки спеціальній кнопці ця енергія може використовуватися водієм для тимчасового підвищення потужності в потрібний момент.
Зарядка може здійснюватися 3 шляхами:
- від звичайної побутової електромережі (220 В), що займе 8 годин;

- за допомогою промислового зарядного пристрою (400 в), який дозволяє скоротити час до 20 хвилин;

- використовуючи фірмову систему Quick Drop, котра дає можливість швидко замінити батарею на нову за кілька хвилин.[2]

Дизайнерські рішення DeZir знайшли продовження в зовнішності спортивного прототипа Renault Alpine A110-50, а також серійних Renault Clio IV і Renault Captur.